# Госсау (Санкт-Галлен)
Госсау (нем. Gossau) — город в Швейцарии, в кантоне Санкт-Галлен.
Входит в состав округа Санкт-Галлен. Население составляет 17 073 человека (на 1 января 2007 года). Официальный код — 3443.